# Jorge Luis Fernández Pérez
Jorge Luis Fernández Pérez, més conegut com a Tubo Fernández, (Buenos Aires, 8 de març de 1959) és un exfutbolista argentí, que ocupava la posició de porter.

## Trajectòria
Al seu país va començar a destacar a les files de Vélez Sarsfield, el 1982. Hi roman quatre temporades i després passa pel Cipolletti i per Ferro Carril Oeste abans de retornar a Vélez Sarsfield el 1988.
En busca d'oportunitats, el 1989 recala a l'Albacete Balompié, per aquella època a Segona Divisió B. L'any següent fitxa pel Reial Múrcia CF, de Segona Divisió, on disputa 38 partits, i la temporada 91/92, a la UE Lleida, equip amb el qual arriba a marcar fins a cinc gols.
El 1992 fitxa pel Cadis CF, amb qui debuta a la primera divisió espanyola. Amb els andalusos juga 23 partits de la campanya 92/93, en la qual el Cádiz baixa a Segona. La temporada 93/94, seria suplent a l'equip gadità. Abans de retirar-se, també milita als modestos Águilas CF, Cartagena i Olímpico Totana.
Després de retirar-se, ha seguit vinculat al món del futbol com a entrenador de porters, tot formant part d'equips esportius de l'Albacete Balompié, Reial Múrcia CF o Ciudad de Murcia, entre d'altres.